# چارلی کرسول
چارلی کرسول (انگلیسی: Charlie Cresswell؛ زادهٔ ۱۷ اوت ۲۰۰۲) بازیکن فوتبال است.
وی همچنین در تیم ملی فوتبال زیر ۲۱ سال انگلستان بازی کرده‌است.